# السنام (خنجر)
السنام هو نوع من الخناجر اليمنية الطويلة الحادة تصنع في العاصمة اليمنية صنعاء والجوف, تعتير اقل شهره من الخنجر اليمني التقليدي.